# Husův sbor (Jaroměř)
Husův sbor v Jaroměři byl postaven v letech 1927–1928 podle projektu Bohumila Kubečka. Jedná se o funkcionalistickou klasicizující (novoklasicistní) stavbu s prvky národního slohu či kubismu. Ve sklepních prostorách je umístěno kolumbárium a později zbudovaná klubovna, v přízemí vlastní kostel a fara a v prvním patře byt faráře. Náklady na výstavbu činily 720 tisíc korun. Téměř polovinu z toho se podařilo vybrat na příspěvcích a darech od členů církve, zbylé finance pokryla půjčka. Dne 15. března 1984 byla budova zapsán do státního seznamu kulturních památek.

## Kontext vzniku
Po vzniku samostatného státu v roce 1918 vznikla v lednu 1920 i národní Církev československá husitská (CČSH). Také lidé v Jaroměři chtěli mít pobočku této národní církve. 1. schůze přípravného výboru v Jaroměři se konala hned 27. února 1920. K místní Církvi československé husitské se tehdy hlásilo na tři tisíce lidí. V červnu 1920 bylo požadováno na mohutném záboru lidu rozdělování hmotných, duchovních i kulturních statků. Účastníci tábora se odebrali před děkanství římskokatolické církve a žádali vydání chrámu sv. Mikuláše pro potřeby československé husitské církve. Bohoslužby se pak skutečně konaly v tomto hlavním městském kostele a římskokatolická církev se přestěhovala ke sv. Jakubu. To už se k nové církvi hlásilo přes 5,5 tisíce osob. Nadále však probíhaly pře o kostel. V červnu 1921 obdržela CČSH od Zemské správy z Prahy příkaz o vrácení kostela sv. Mikuláše katolické církvi do 14 dnů. Rada starších však po mnoha protestech odevzdala klíče od chrámu až 6. května 1924.
Bylo tak nutné získat jinou, resp. postavit novou budovu. Mezitím bohoslužby probíhaly v tělocvičně dívčí školy, ale tento stav nebyl dlouhodobě vyhovující. 15. června 1924 byla svolána valná schůze, na níž se rozhodlo, že se bude stavět vlastní sbor. Uvažovalo se o jedné zahradě na Jakubském Předměstí, o místě u bývalé nemocenské pokladny na tzv. Josefské cestě či o trojúhelníkovité parcele před vilou geometra Popka. Jako nejvhodnější místo byla nakonec vybrána nově vznikající čtvrť Na Ptákách. Koupě pozemku byla schválena východočeskou diecézní radou dne 11. listopadu 1924. Jako zhotovitel plánů pro sbor obsahující kromě kostela i faru byl osloven místní stavitel Bohumil Kubeček. Jenže plány bylo nutné několikrát předělávat. Nově vytipován byl totiž pozemek naproti Dívčí škole (Základní škola Boženy Němcové) a svou roli hrálo i rozhodnutí postavit kostel i faru jako jeden celek. Dne 2. prosince 1924 byla podána žádost o subvenci na stavbu kanceláři Ústřední rady Církve československé v Praze. Ale i následně ještě proběhlo několik změn projektu, neboť budova měla mít věž a neměla se podobat sousedním vilám. Všechny verze plánů zhotovil Bohumil Kubeček. Realizací stavby byl pověřen zednický mistr František Toušek.
Stavba začala v dubnu 1927. Základní kámen pocházející z Husince z Husovy skály (před vchodem) byl položen 15. května 1927. Do něho byl vložen list s prohlášením rady starších. Tehdejší bohoslužbu sloužil biskup Gustav Procházka, který také v červnu 1928 odevzdal již jako patriarcha církve klíč od nového sboru předsedovi starších Václavu Khunovi. Náboženská obec se toho času rozrostla již na 9 981 příslušníků.

Původní plán se nepodařilo realizovat celý. Uprostřed Husova náměstí měl totiž stát i Husův pomník.
| „                                                      | My, náboženská obec církve československé v Jaroměři, abychom umožnili klidné vykonávání náboženství srovnávající se s duchem Kristovým, poznatky vědy a dějinnými zkušenostmi národa, když odepřen byl nám přístup do chrámu, který zbožní předkové naši pro nás zbudovali, odvažujeme se slabými silami stavby našeho sboru (kostela) a prosíme Boha, aby práci naši pomocí Svou provázel, dílu, které sloužiti má pravdě, pokroku a svobodě ducha, památce našich předků v základ Svou milost vložil. Naše náboženská obec dle Zákona ustavila se roku 1923, avšak ve skutečnosti vstoupila v život již v lednu 1920. Prvým předsedou od r. 1920 až do roku 1924 byl br. Václav Pácalt, r. 1925 br. Josef Rejl a od r. 1925 bratr Václav Kubu. Prvým duchovním správcem byl br. Alois Kuřík, pomocným duchovním br. Josef Beneš. Stavba kostela zadána br. Františku Touškovi, dle plánu br. architekta Boh. Kubečka. Předsedou stav. Odb. br. Hynek Šlosárek. Stavba byla rozpočtena na 574890, Kč. Sbor byl založen, když presidentem republiky Československé byl profesor T. G. Masaryk, prvým patriarchou církve Dr. Karel Farský. Prvním biskupem severo-východní diecéze br.Gustav Procházka, v době, kdy římská církev odňala nám možnost konati pobožnost ve starých chrámech. Právním poradcem br. JUDr. Josef Hausmann, notář v Jaroměři. Náboženská obec čítá v městě Jaroměři na 4500 (počet obyvatelstva v Jaroměři 8000), v okolních obcích : Josefov – 1223, Dolany – 336, Čáslavky – 107, Hořenice – 359, Nový Ples – 146, Starý Ples – 187, Rasošky – 334, Rtyně u Jaroměře – 83. (V ostatních jsou menší skupiny příslušníků). Československá církev se rychle rozšířila po vlastech českých tak, že v našem okolí byly vybudovány nové sbory. Poválečná léta byla pro obyvatelstvo velice zlá, ale naši příslušníci církve neztráceli ani v těch dobách smysl pro dobro, a tak nám bylo umožněno, že jsme se podjali stavby Sboru z ochoty k práci mužů i žen, kteří pracovali nezištně na stavbě budovy a též dobrovolnými dary našich členů bylo umožněno stavbu provésti, což budiž na příští věky poznamenáno. Bůh žehnej dílu našemu. | “ |
| — List s tímto prohlášením je v základním kameni sboru | |   |

## Historie
Ve sboru se od roku 1928 vystřídalo sedm farářů; nejdéle – v letech 1932–1971 – působil Jan Hančil. Koncem roku 1951 byl sbor dán právě farářem Janem Hančilem k dispozici místním evangelíkům, kteří do té doby neměli ve městě vlastní bohoslužebný prostor.
Interiér byl později vyzdoben freskami Karla Skály. V roce 1937 bylo rozhodnuto o zakoupení nových varhan. Roku 1940 byl mozaikovou dlažbou předlážděn chodník před sborem. Po roce 2000 proběhly dílčí opravy objektu a jeho zařízení, např. v roce 2007 byla dokončena oprava betléma a roku 2008 byla zrekonstruována sklepní klubovna.

## Popis
Husův sbor v Jaroměři je jednopatrovou budovou s průčelím rozděleným osmi osami. Za osmou osou je prosklená stěna s řadou tabulkových oken. Před druhou až sedmou osou se nachází otevřený průjezd na sedmi pilířích, k němuž vede několik schodů. Nad okny použity rovné římsy, u některých oken šambrány a podokenní římsy. Nad středním vchodem s předsazenou dvojicí pilířů je umístěn vydutý balkon.
Levý bok má tři osy, střední vchod se schody a předsazenými dvěma pilíři, dveře půlkruhově zaklenuté, nad nimi segmentově vydutý balkón, nad ním kordonová římsa, lizény a korunní římsa. Dole vpravo na soklu základní kámen, na něm kalich s křížem, lipové větvičky a nápis: „L.P. 19 15/5 27“.
Zadní průčelí má čtyři osy, za poslední z nich prosklená stěna s řadou tabulkových oken. Třetí osa má předsazené křídlo s římsami a pilastry. Nad rovnou střechou vystupuje hranolový nástavec, od něhož vybíhají na tři strany křídla s okny. Nad vlastní modlitebnou (část s prosklenými stěnami) je použita valbová střecha s eternitem. Pravý bok je bez os; před stěnou předsazený portikus s pěti pilíři.